# Dančeva pećina
Dančeva pećina je pećina u zapadnom dijelu središnje Istre, kraj Baderne. Jedno je od najvažnijih paleolitičkih nalazišta u Istri. R. Battaglia pronašao je 1944. lubanje u pećini kraj Baderne (Dančeva pećina) datirane u gornji paleolitik i mezolitik. Najstarija je u eneolitiku protonakovanska kultura, koja je nastala simbiozom kasnohvarskih i kasnovinčanskih elemenata. Iz nje je izrasla nakovanska kultura, a prodorom kontinentalnog eneolitika, odn. rasprostiranjem jadranskog tipa ljubljanske kulture (Dančeva pećina) označeno je završno razdoblje eneolitika na istočnoj jadranskoj obali i u Istri.